# Leonard Bacon (poeta)
Leonard Bacon (Solvay, 26 de maio de 1887 – Peace Dale, 1 de janeiro de 1954) foi um poeta, tradutor e crítico literário norte-americano. Formou-se na Universidade de Yake em 1909, e seguidamente deu aulas Universidade da Califórnia, Berkeley até à sua reforma em 1923. Em 1923, começou a publicar poesia na Saturday Review of Literature sob o pseudónimo de 'Autholycus'. Ele e a sua família viveram em Florença, Itália de 1927 a 1932. Venceu o Prémio Pulitzer de Poesia de 1941 com os seus poemas satíricos Sunderland Capture. Foi eleito correspondente da Academia Americana de Artes e Ciências em 1942.
Foi tradutor de Luís de Camões para inglês.

## Obras
- The Heroic Ballads of Servia (1913) (traduzido do Castelhano)
- Chanson de Roland (1914) (traduzido do Francês)
- The Cid (1919) (traduzido do Castelhano)
- Sophia Trenton (1920)
- Ulug beg (1923)
- Ph.D.s (1925)
- Animula Vagula (1926)
- Guinea-fowl and other Poultry (1927)
- Lost Buffalo, and other Poems (1930)
- Sunderland Capture (1940) (vencedor do Prémio Pulitzer de Poesia)
- Day of Fire (1943)
- The Lusiads (1950) (traduzido do Português)